# .edu
.edu (education, "utbildning") är en generisk toppdomän som används för utbildningorganisationer som högskolor och universitet, främst sådana i USA.
.edu-domänen var en av de första toppdomänerna som skapades 1985. Den var ursprungligen avsedd för utbildningsorganisationer över hela världen. Med få undantag har dock endast sådana organisationer i USA. Sedan 2001 får endast skolor högre än high school i USA skaffa adresser under domänen. Några skolor utanför USA har adresser som tilldelats före denna tid. Den första tiden som toppdomäner fanns, alltså från 1985 var .edu den mest använda toppdomänen.
I andra länder är det brukligt att skolor använder underdomäner under den nationella toppdomäner. 
I några länder används en andrarangsdomän för utbildningsinstitutioner (till exempel .edu.mx i Mexiko, .edu.au i Australien, .ac.uk i Storbritannien och i andra länder används bara toppdomänen (till exempel i Sverige, Kanada och Tyskland). I Tyskland har andra nivåns domännamn ett prefix som anger vilken sorts institution det gäller (uni för  Universität, fh för Fachhochschule, till exempel uni-erfurt.de och fh-erfurt.de). Om flera institutioner finns av samma typ, används förkortningar för institutionerna (till exempel www.fu-berlin.de, www.tu-berlin.de och www.hu-berlin.de för de tre universiteten i Berlin).
Några exempel på icke-amerikanska .edu-domäner är den franska polytechnique.edu, belgiska solvay.edu eller indiska nist.edu.